# 里克·利奇
里克·利奇（英語：Rick Leach，1964年12月28日—），美国男子网球运动员。他曾获得澳大利亚网球公开赛男子双打冠军、混合双打冠军、温布尔登网球锦标赛男子双打冠军、混合双打冠军、美国网球公开赛男子双打冠军、混合双打冠军。